# 奧諾里亞區
8°46′05″S 74°42′35″W / 8.7680°S 74.7097°W
奧諾里亞區（西班牙語：Distrito de Honoria），是秘魯的一個區，位於該國中部瓦努科大區的印加港省，始建於1956年2月2日，面積798.1平方公里，海拔高度265米，2005年人口5,054，人口密度每平方公里6.3人。